# Rasskazovka (metropolitana di Mosca)

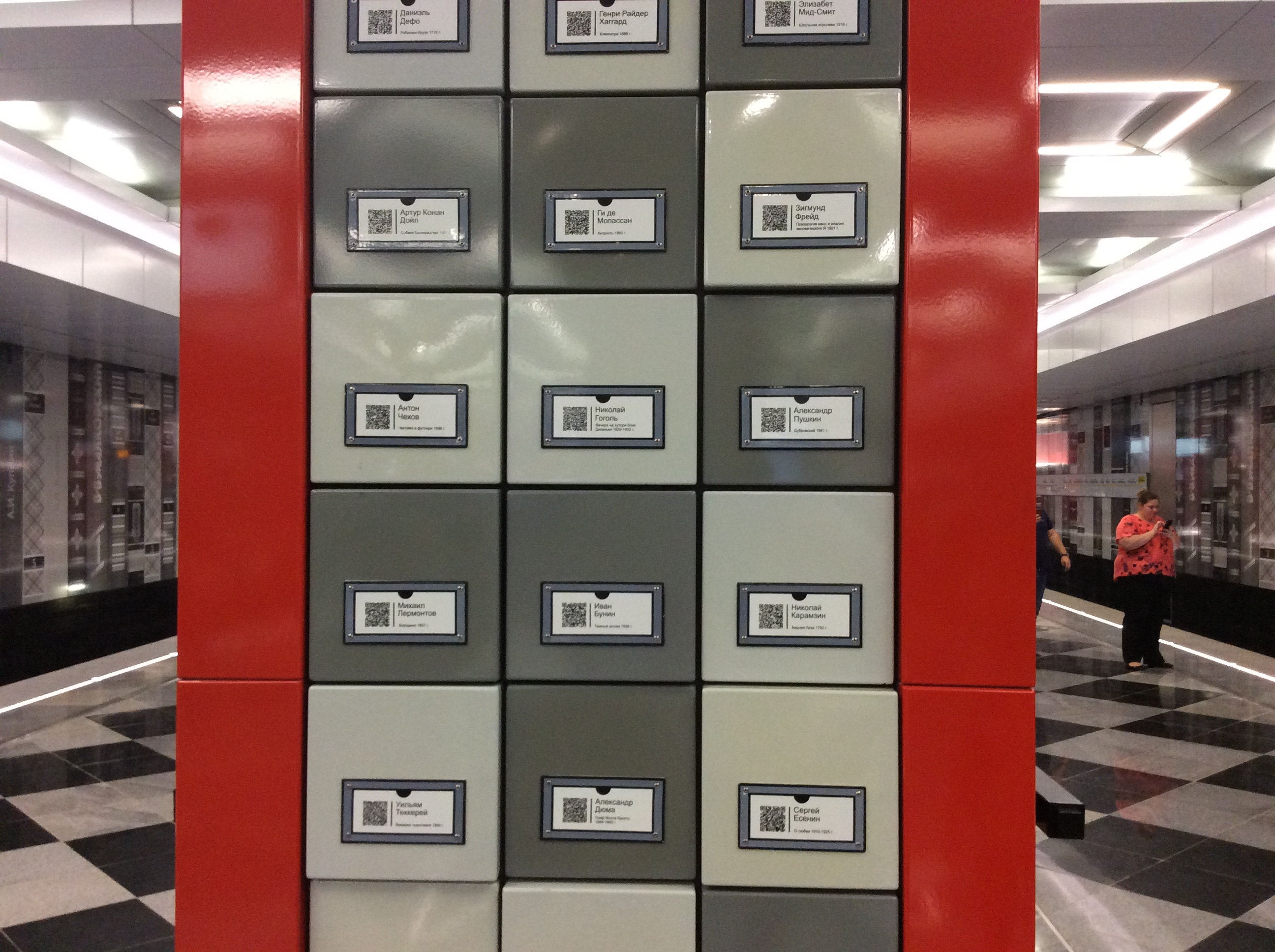
Particolare delle colonne, divise in celle con titolo e codice QR di opere letterarie

Rasskazovka (in russo Рассказовка?) è una stazione della metropolitana di Mosca, capolinea sud-occidentale della linea 8. Inaugurata il 30 agosto 2018 assieme ad altre 6 stazioni, serve i distretti di Vnukovo e Novomoskovkij, in un'area di Mosca di recente costruzione. È la stazione più occidentale di tutta la rete e anche quella più distante dall'MKAD, essendo collocata 7 km al di fuori di esso.
Particolarità della stazione è data dal fatto di voler riproporre l'ambiente di una biblioteca: le pareti della stazione ricordano gli scaffali di una libreria, mentre le colonne sono divise in celle, ciascuna delle quali reca i titoli e gli autori delle più importanti opere letterarie russe assieme a un codice QR, che consente di scaricare l'opera direttamente sullo smartphone.

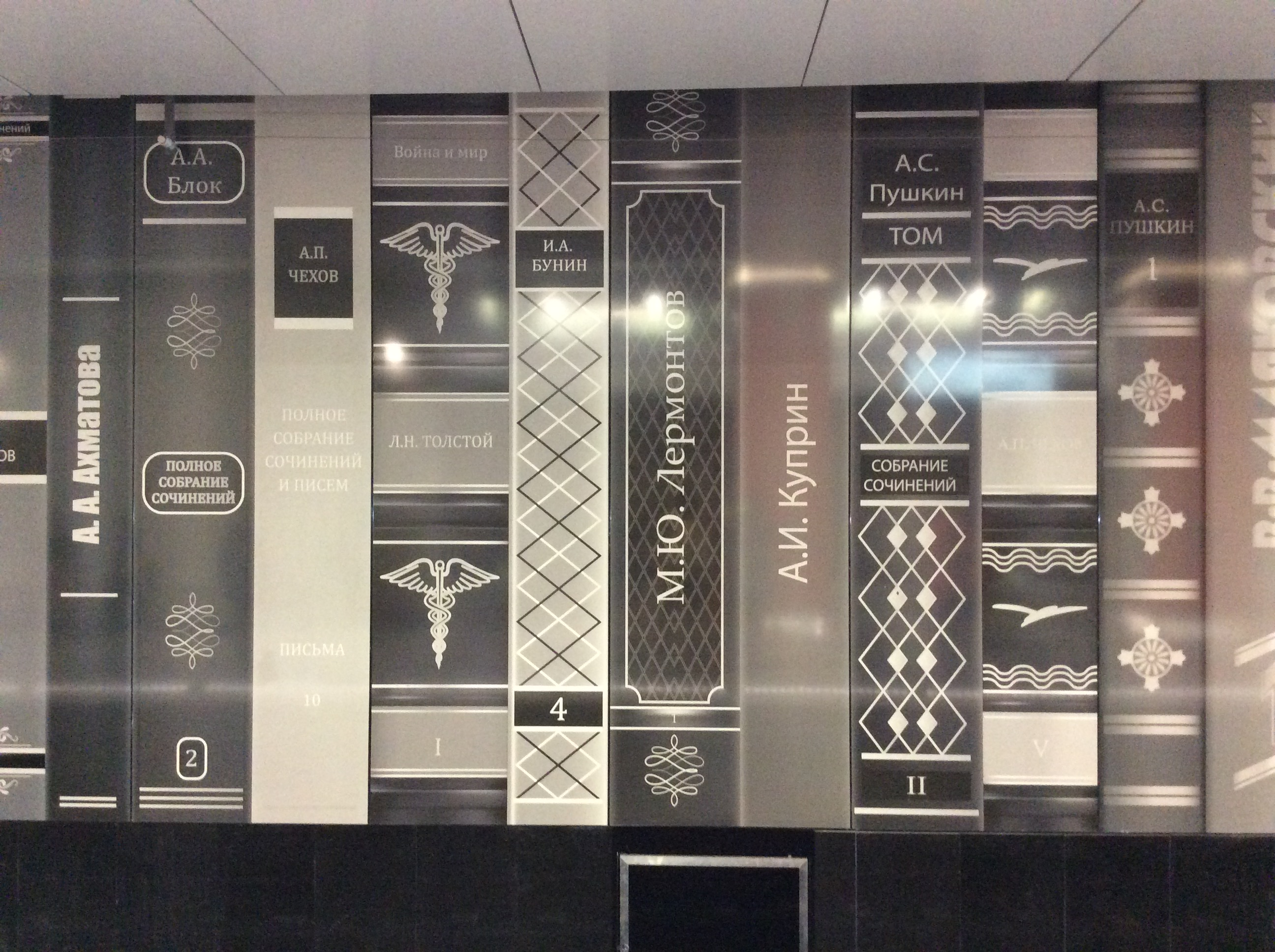
Particolare della parete della stazione, che ricorda dei libri collocati in uno scaffale.

## Progetti futuri
È previsto nel futuro prossimo il prolungamento di 5,7 km della linea 8 fino all'aeroporto di Vnukovo, comprendente due stazioni, Vnukovo e Pychtino.